# Lista de alcaides-mor de Moura
Este anexo é composto por uma lista de Alcaides-mores de Moura.
Moura foi conquistada dos mouros pelos irmãos Alvaro Rodriguez e Vasco Martins Serrão.
- Vasco Martins Serrão de Moura;[2][3][Nota 1]
- Ruy Vasques de Moura[4] ou Estevão Vasques de Moura,[5] o filho mais velho do anterior;[4][5][Nota 2]
- Álvaro Vasques de Moura, 2.º alcaide-mor de Moura (segundo Cristovão Alão de Morais e Eugénio de Andrea da Cunha e Freitas), filho de Ruy Vasques.[4] Segundo João Baptista Lavanha, Ruy Vasques foi o terceiro filho de Vasco Martins, e morreu sem filhos;[5]
- Gonçalo Vasques de Moura, 3.º alcaide-mor de Moura, segundo filho de Vasco Martins;[4][5]
- Gonçalo Vasques de Moura, 4.º alcaide-mor de Moura,[1][4][5] filho do anterior;[1][5]
- Álvaro Gonçalves de Moura, 5.º alcaide-mor de Moura,[1][4][5] filho do anterior.[1][5]